# Umberto Saba

Firma di Umberto Saba

Umberto Saba, pseudonimo di Umberto Poli (Trieste, 9 marzo 1883 – Gorizia, 25 agosto 1957), è stato un poeta e scrittore italiano.
Adottò il cognome "Saba" a partire dal 1910, e poi lo regolarizzerà all'anagrafe nel 1928.

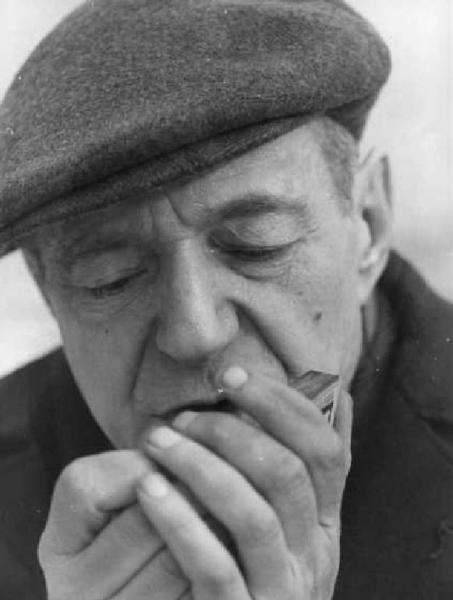
Saba nel 1946, fotografato da Federico Patellani

## Biografia

### Primi anni
Umberto  Saba nacque a Trieste, nell'Impero austro-ungarico, il 9 marzo del 1883, figlio di Ugo Edoardo Poli, un agente di commercio originario di Montereale Valcellina, e di Felicita Rachele Cohen, un'ebrea triestina di famiglia benestante e nipote per parte materna del letterato Samuel David Luzzatto. La famiglia viveva in una delle case demolite fra il 1934 e il 1938 in via di Riborgo, nel Ghetto di Trieste. Il padre, convertitosi alla religione ebraica in occasione delle proprie nozze nel 1882, già qualche mese dopo il matrimonio aveva abbandonato la moglie incinta, probabilmente per sfuggire al mandato d'arresto conseguente all'esecuzione dell'irredentista Guglielmo Oberdan di cui era simpatizzante, ma anche per il carattere «gaio e leggero», insofferente ai legami familiari; bandito infatti dai territori dell'Impero asburgico, il primo incontro con il figlio avverrà solo vent'anni dopo. Diversissima l'indole della madre, che «tutti sentiva della vita i pesi».
Per i primi tre anni di vita venne allevato dalla balia slovena e cattolica Gioseffa Gabrovich Schobar, detta "Peppa" (conosciuta anche come "Peppa Sabaz"), la quale, avendo perso un figlio, riversò sul piccolo Umberto tutto il suo affetto. Il bambino ricambiò, tanto da considerarla, come egli stesso scrisse, «madre di gioia». Quando la madre lo rivolle con sé, il bambino subì il suo primo trauma di cui in futuro tratterà nelle poesie raccolte sotto il titolo de Il piccolo Berto (1926).
Lo pseudonimo Saba è di origine incerta e su tale scelta sono state avanzate due ipotesi.
La prima lo riconduce ad un omaggio alla sua adorata balia, Peppa Sabaz, figura sostitutiva materna, grazie all'assonanza Saba/Sabaz.
La seconda rimanda al bisnonno materno, letterato, Samuel David Luzzatto e alle sue origini ebraiche: la parola saba (ebraico: סבא) significa "nonno" o, più in generale, "persona anziana"; in questo caso fu probabilmente suggerito dall'amico Giorgio Fano, come testimoniato dalla moglie del filosofo.
Fu quindi inviato a Padova presso alcuni parenti, dove rimase verosimilmente fino ai dieci anni. Tornato a Trieste, crescerà con la madre e le due zie Fortunata e Regina, l'una vedova e l'altra nubile, impegnate nella conduzione di una bottega di mobili e oggetti usati. Frequentò, con scarso rendimento, il ginnasio Dante Alighieri (1893-1897), dove fu promosso ma gli venne sconsigliato di proseguire gli studi al liceo. Si iscrisse dunque all'Imperial Regia Accademia di Commercio e Nautica, che però abbandonò a metà anno. Dall'autunno del 1898 e per circa un anno fu praticante presso un commerciante di farine, periodo che rievocò nel romanzo Ernesto del 1953.
L'infanzia e la giovinezza rappresentarono un periodo malinconico, tormentato dalla mancanza del padre. Di carattere solitario e schivo, trascorreva il tempo con pochi amici (tra questi Giorgio Fano e Virgilio Giotti), dedicandosi inoltre alla lettura dei classici, in particolare Leopardi, e alla passione per il violino.

### Università
Nel 1903 si trasferì a Pisa per frequentare alcuni corsi dell'università; iniziò con le lezioni di letteratura italiana tenute dal professore Vittorio Cian, ma ben presto li lasciò per seguire quelli di archeologia, tedesco e latino. Nello stesso periodo fu colpito per la prima volta da un attacco di nevrastenia.
Nel 1904 fu assorbito da un viaggio condotto a piedi in Montenegro, da dove inviò alcune lettere all'amico Amedeo Tedeschi (al quale aveva già dedicato, nel 1902, alcune poesie firmate Umberto Chopin Poli). La loro corrispondenza comparve il 14 luglio sulle pagine de Il Lavoratore: è la prima opera pubblicata di Saba.
Nel 1905 visse a Firenze, dove frequentò gli ambienti artistici e letterari "vociani" ed ebbe modo di conoscere, fra gli altri, Giovanni Papini e Giuseppe Prezzolini. Il 1º maggio fu pubblicata, sempre all'interno del Lavoratore, Il borgo: si tratta della prima poesia di Saba ad essere data alle stampe, firmata come Umberto da Montereale, probabilmente come richiamo alle origini della famiglia paterna, ma certamente ispirato da Gabriele D'Annunzio, di cui fu grande ammiratore e che incontrò di persona nel settembre del 1906.
Sempre nel 1904, durante uno dei suoi rari ritorni a casa, un amico gli presentò la cugina Carolina Wölfler, la Lina delle sue poesie, che diventò in seguito sua moglie.
Essendo egli un cittadino italiano, benché nativo e residente di un territorio parte dell'Impero asburgico, nell'aprile del 1907 partì per il servizio militare destinato a Salerno. Nasceranno da questa esperienza i Versi militari. Ritornato a Trieste, nel settembre del 1908, si mise in società con il futuro cognato per gestire una libreria di libri usati e il 28 febbraio 1909, con rito ebraico, sposò Lina. L'anno successivo nacque la figlia Linuccia.

### Primi libri di poesie
Nel 1911 pubblicò, a proprie spese e con lo pseudonimo di Saba, la sua prima raccolta di versi, Poesie, con la prefazione di Silvio Benco, a cui fece seguito, nel 1912, nelle edizioni della rivista La Voce, la raccolta Coi miei occhi (il mio secondo libro di versi), successivamente reintitolata Trieste e una donna.
Risale a questo periodo l'articolo Quello che resta da fare ai poeti, dove il poeta propone una poetica sincera, senza fronzoli ed «orpelli», contrapponendo il modello degli Inni Sacri manzoniani a quello degli scritti dannunziani, al tempo piuttosto influenti. L'articolo, presentato per la pubblicazione alla rivista vociana, venne però rifiutato in seguito al veto posto da Scipio Slataper e vedrà la luce solamente nel 1959.
Compose anche un'opera teatrale, l'atto unico Il letterato Vincenzo, presentato in concorso ad un premio organizzato dal Teatro Fenice; la pièce, incentrata sul rapporto tra un poeta e la giovane Lena, madre di suo figlio, fu duramente criticata e si rivelò un fiasco.
Per superare un periodo di crisi dovuto ad un'infedeltà della moglie, nel maggio del 1913 il poeta si trasferì con la famiglia dapprima a Bologna, dove collaborò al quotidiano Il Resto del Carlino, e nel febbraio del 1914 a Milano, dove assunse l'incarico di gestire il caffè del Teatro Eden. Il soggiorno milanese ispirerà la raccolta La serena disperazione.

### Prima guerra mondiale
Saba, refrattario agli schieramenti politici ma tendente all'interventismo per le sue origini triestine, giunse a collaborare con Il Popolo d'Italia, quotidiano interventista diretto da Benito Mussolini.
Allo scoppio della Grande Guerra venne richiamato alle armi dapprima a Casalmaggiore, in un campo di soldati austriaci prigionieri, poi come dattilografo in un ufficio militare, e infine, nel 1917, al Campo di aviazione di Taliedo, dove venne nominato collaudatore del legname per la costruzione degli aerei.
Risale a questo periodo la lettura dell'opera di Nietzsche e il riacutizzarsi delle crisi psicologiche, per le quali, nel 1918, verrà ricoverato presso l'ospedale militare di Milano.

### Tra le due guerre
Terminata la guerra e ritornato a Trieste, dopo aver fatto per parecchi mesi il direttore di una sala cinematografica, del quale era proprietario suo cognato, e scritto alcuni testi pubblicitari per la Leoni Films, rilevò grazie ad un'eredità della zia Regina la libreria antiquaria Mayländer, che tenne in società con Giorgio Fano; ne rimase ben presto unico proprietario, dal momento che Fano gli cedette la sua quota, e la ribattezzò Libreria antica e moderna.
La libreria, oggi Libreria Antiquaria Umberto Saba, è stata gestita fino allo scorso anno da Mario Cerne, figlio di Carlo Cerne che fu comproprietario della libreria insieme al poeta e che ne divenne l'unico proprietario dopo averla acquistata.
Prendeva intanto corpo la prima redazione del Canzoniere, che vedrà la luce nel 1922 con il titolo Canzoniere (1900-1921), che raccoglieva tutta la sua produzione poetica in redazione leggermente modificata in confronto alla bozza del 1919.
Sempre nel 1922 strinse amicizia con Giacomo Debenedetti, a seguito di cui iniziò a collaborare alla rivista Primo Tempo, sulla quale apparvero alcune sezioni del suo nuovo libro di poesie, Figure e canti, che verrà pubblicato nel 1926. Iniziò a frequentare i letterati riuniti intorno alla rivista Solaria che, nel maggio del 1928, gli dedicarono un intero numero.
Fra il 1929 e il 1931, a causa di una crisi nervosa più intensa delle altre, decise di mettersi in analisi a Trieste con il dottor Edoardo Weiss, lo stesso conosciuto da Italo Svevo. Anche la figlia Linuccia si fece seguire dallo stesso psicoanalista. Fu Weiss, allievo di Freud, che con la Rivista italiana di psicoanalisi introdusse in Italia gli studi del medico viennese. Con lo psicanalista, Saba indagò la sua infanzia, giungendo a rivalutare il ruolo ricopertovi dalla sua nutrice.
La critica iniziava intanto a scoprire la sua opera e la nuova generazione di scrittori e poeti, come Giovanni Comisso, Pier Antonio Quarantotti Gambini e Sandro Penna, cominciavano a considerarlo un maestro.

### Seconda guerra mondiale
Nel 1938, poco prima dello scoppio della seconda guerra mondiale, con la promulgazione delle leggi razziali da parte del regime fascista, fu costretto a cedere formalmente la libreria al commesso Carlo Cerne e ad emigrare con la famiglia in Francia, a Parigi. Ritornato in Italia alla fine del 1939, si rifugia prima a Roma, dove Ungaretti cercò invano d'aiutarlo, e poi nuovamente a Trieste, deciso ad affrontare con gli altri italiani la tragedia nazionale.
In seguito all'armistizio di Cassibile, l'8 settembre del 1943, si ritrovò costretto a fuggire con Lina e la figlia Linuccia, e a nascondersi a Firenze, cambiando spesso appartamento, tra cui la casa di Anna Maria Ichino. Gli sarà di conforto l'amicizia di Montale che, a rischio della vita, andrà a trovarlo ogni giorno nelle case provvisorie, e quella di Carlo Levi, il quale dal 1945 si legherà sentimentalmente con Linuccia in una relazione che durerà per tutta la vita.
Uscirà intanto a Lugano, con una prefazione di Gianfranco Contini, la raccolta di versi Ultime cose, aggiunta poi nella definitiva edizione del Canzoniere, che uscirà a Torino, edita da Einaudi, nel 1945.

### Dopoguerra

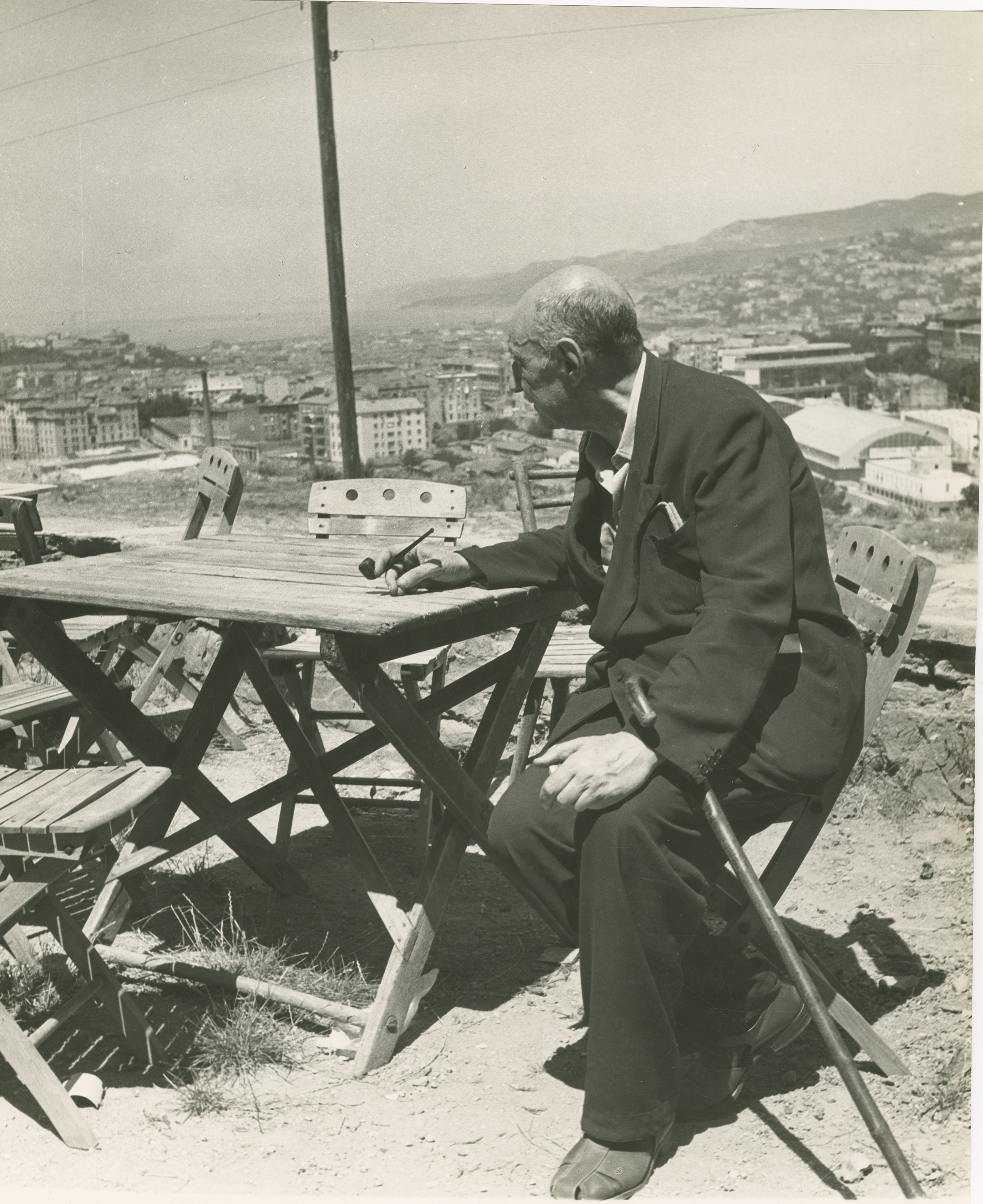
Umberto Saba nel 1950 sullo sfondo della città di Trieste

Negli anni del dopoguerra, Saba visse per nove mesi a Roma e in seguito a Milano, dove rimase per circa dieci anni, pur tornando periodicamente a Trieste. In questo periodo collaborò al Corriere della Sera, pubblicò presso Mondadori la sua prima raccolta di aforismi, Scorciatoie, e Storia e cronistoria del Canzoniere, una sorta di commento al suo Canzoniere, scritto in terza persona con lo pseudonimo di Giuseppe Carimandrei.

Umberto Saba

Nel 1946 Saba vinse, ex aequo con Silvio Micheli, il primo Premio Viareggio per la poesia del dopoguerra, al quale seguirono nel 1951 il Premio dell'Accademia dei Lincei e il Premio Taormina, mentre l'Università di Roma La Sapienza gli conferì, nel 1953, la laurea honoris causa.
Ormai noto e di grandezza riconosciuta, Saba ebbe un avvicinamento "religioso"; si convertì poi al cattolicesimo e si fece battezzare, mentre il suo matrimonio non venne convertito per mancanza di adeguata preparazione.

### Ultimi mesi di vita e morte
Nel 1955, stanco e ormai malato, nonché sconvolto per le orribili condizioni di salute della moglie, si fece ricoverare in una clinica di Gorizia, dalla quale uscì solo per il funerale dell'amata moglie, morta il 25 novembre del 1956. Saba morì nove mesi dopo, il 25 agosto del 1957, e fu sepolto a Trieste nel cimitero monumentale Sant'Anna. Lasciò incompiuto il romanzo d'ispirazione autobiografica Ernesto, alla cui stesura aveva dedicato i suoi ultimi anni, e che, pertanto, venne pubblicato postumo.
Dopo la sua morte vennero pubblicate sulla rivista Pioniere Noi Donne, tra il 1967 ed il 1968, tre poesie/filastrocche precedentemente inedite: Goal (n° 10/1967), Favoletta alla mia bambina (n° 12/1967) e La neve (n° 5/1968). Il suo archivio è conservato presso il Centro per gli studi sulla tradizione manoscritta di autori moderni e contemporanei dell’Università di Pavia.
Per tutta la vita rimase legato alla città natia, che nella poesia Trieste descrive come una realtà che si era impossessata e fusa col suo spirito.

## Poetica
Per mettere in luce le caratteristiche principali della poetica di Saba possiamo ricorrere a un testo teorico scritto dallo stesso triestino nel 1911 e intitolato Quello che resta da fare ai poeti. In queste pagine l'autore dichiarava in modo lapidario che tipo di poesia dovesse essere scritta, cioè una poesia in grado di esprimere con sincerità e senza esagerazioni la condizione esistenziale dell'uomo, al fine di rappresentare la realtà quotidiana e non la realtà straordinaria. Questa posizione porta con sé alcune importanti conseguenze, sia per il contenuto che per la forma della poesia. Il poeta deve tendere al rispetto della propria anima: la poesia di Saba si presenta, dunque, come un continuo scandaglio interiore, come una costante indagine della coscienza. Da questo punto di vista appare importante ricordare il rapporto tra Saba e la psicoanalisi, così da rendere la poesia uno strumento di autochiarificazione, ossia capace di comprendere i traumi interiori, i dissidi che lacerano la personalità umana, e le origini delle proprie nevrosi. Saba presenta la realtà di tutti gli uomini e di tutti i giorni. Nelle sue poesie presenta Trieste con i suoi caffè e le sue strade, e descrive personaggi umili e animali domestici. La semplicità e i legami con la realtà non devono far pensare a una poesia oggettiva, in quanto Saba vi riversa le sue inquietudini interiori. Dal punto di vista formale Saba si presenta come un poeta conservatore, in quanto la poesia onesta richiede un linguaggio onesto capace di descrivere la realtà che viene presentata. Il linguaggio di Saba è familiare: egli preferisce strutture tradizionali rispetto al verso libero fiorito con il Futurismo.

### Stile e tematiche
La poesia di Saba è semplice e chiara. Nella forma adopera le parole dell'uso quotidiano e nei temi ritrae gli aspetti della vita quotidiana, anche i più umili e dimessi: luoghi, persone, paesaggi, animali, avvenimenti, Trieste con le sue strade, le partite di calcio ecc. Una vera e propria dichiarazione di poetica la possiamo leggere nella lirica Il borgo della raccolta Cuor morituro (1925-1930). Il Canzoniere poi, da lui concepito come autobiografia totale, raccoglie tutte le sue poesie (ne diede varie edizioni sempre accresciute: nel 1921, 1945, 1948, 1957 e, per ultimo, nel 1961).

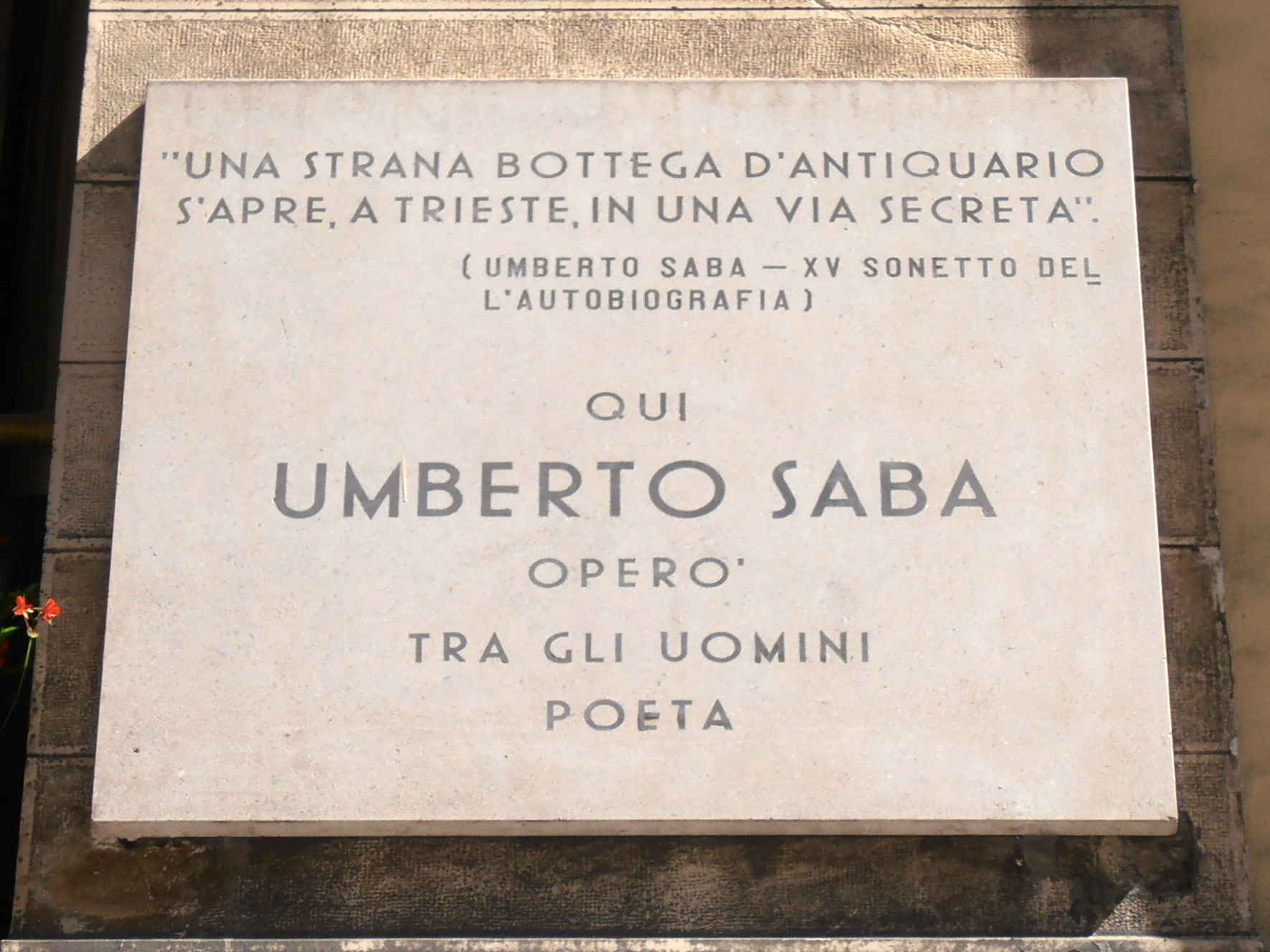
Targa in via s. Nicolò, nel centro di Trieste, presso la Libreria Antiquaria Umberto Saba.

I temi della sua poetica sono Trieste, la città natale, il mare come simbolo di fuga e di avventure spirituali, gli affetti personali e familiari (principalmente Lina, la moglie, e Linuccia, la figlia), le memorie dell'infanzia, il rapporto con la natura e le riflessioni sull'attualità. Due tematiche presenti in tutto il Canzoniere ma attenuate, quando non volutamente nascoste, sono quella ebraica (sviscerata successivamente negli studi di Mario Lavagetto), e quella omosessuale, affrontata nel romanzo postumo Ernesto e nelle prime edizioni del Canzoniere, come ha messo in evidenza Massimiliano Jattoni Dall'Asén in un saggio del 2004: "Ma le reticenze di carattere prettamente psicologico-culturali esistono, e pertanto la confessione omosessuale viene relegata nelle allusioni ambigue di certi ritratti di giovinetti, le viene cioè permesso di esistere poeticamente, ma solo attraverso vagheggiamenti classici della bellezza dell’eromenos”.

### IlCanzoniere
Il Canzoniere è progettato secondo il disegno di un itinerario poetico che segue fedelmente quello della vita dell'autore: «E il libro, nato dalla vita, dal "romanzo" della vita era esso stesso, approssimativamente, un piccolo romanzo. Bastava lasciare alle poesie il loro ordine cronologico; non disturbare, con importune trasposizioni, lo spontaneo fluire e trasfigurarsi in poesia della vita». Sono parole di Saba, tratte dal commento in terza persona che, sotto lo pseudonimo di Giuseppe Carimandrei, il poeta elaborò tra il 1944 e il 1947 con il titolo di Storia e cronistoria del Canzoniere.
La struttura del Canzoniere si pone quindi come parallela al flusso continuo e ininterrotto della vita dell'autore, narrandone poeticamente gli eventi significativi. L'edizione Prose, del 1964, raccoglie tutta la produzione in prosa, mentre l'edizione Ricordi/Racconti, 1910-1947 comprende la sezione Gli ebrei del 1910-1912, costituita da bozzetti e descrizioni delle abitudini di vita della comunità ebraica di Trieste. Ancora abbiamo le Sette novelle del 1912-1913 (fra le quali la famosa La gallina letta psicanaliticamente da Mario Lavagetto nel suo saggio La gallina di Saba) e altre sezioni e frammenti. Annoveriamo ancora tra i suoi racconti: Scorciatoie e raccontini, del 1934-1948, Storia e cronistoria del Canzoniere, scritta dal 1940 al 1947, Ernesto, scritto dal maggio al settembre 1953 e uscito postumo nel 1975.

### Il romanzoErnesto
Sullo sfondo di una Trieste di fine secolo, il romanzo incompiuto Ernesto è rievocazione e descrizione di inquietudini adolescenziali con una forte componente autobiografica. Ernesto è considerato uno dei romanzi a sfondo omoerotico più importanti della letteratura italiana. Il protagonista, Ernesto, è un ragazzo che vive con la madre (sotto la vigile tutela della zia); studia il violino, legge molto, ha qualche idea vagamente socialista e fa il praticante presso un venditore all'ingrosso di farina. La trama ruota intorno a diversi rapporti sentimentali e sessuali che portano Ernesto a una continua riscoperta di sé stesso: il primo con un uomo più grande di lui, il secondo con una prostituta e il terzo con un ragazzino più giovane.

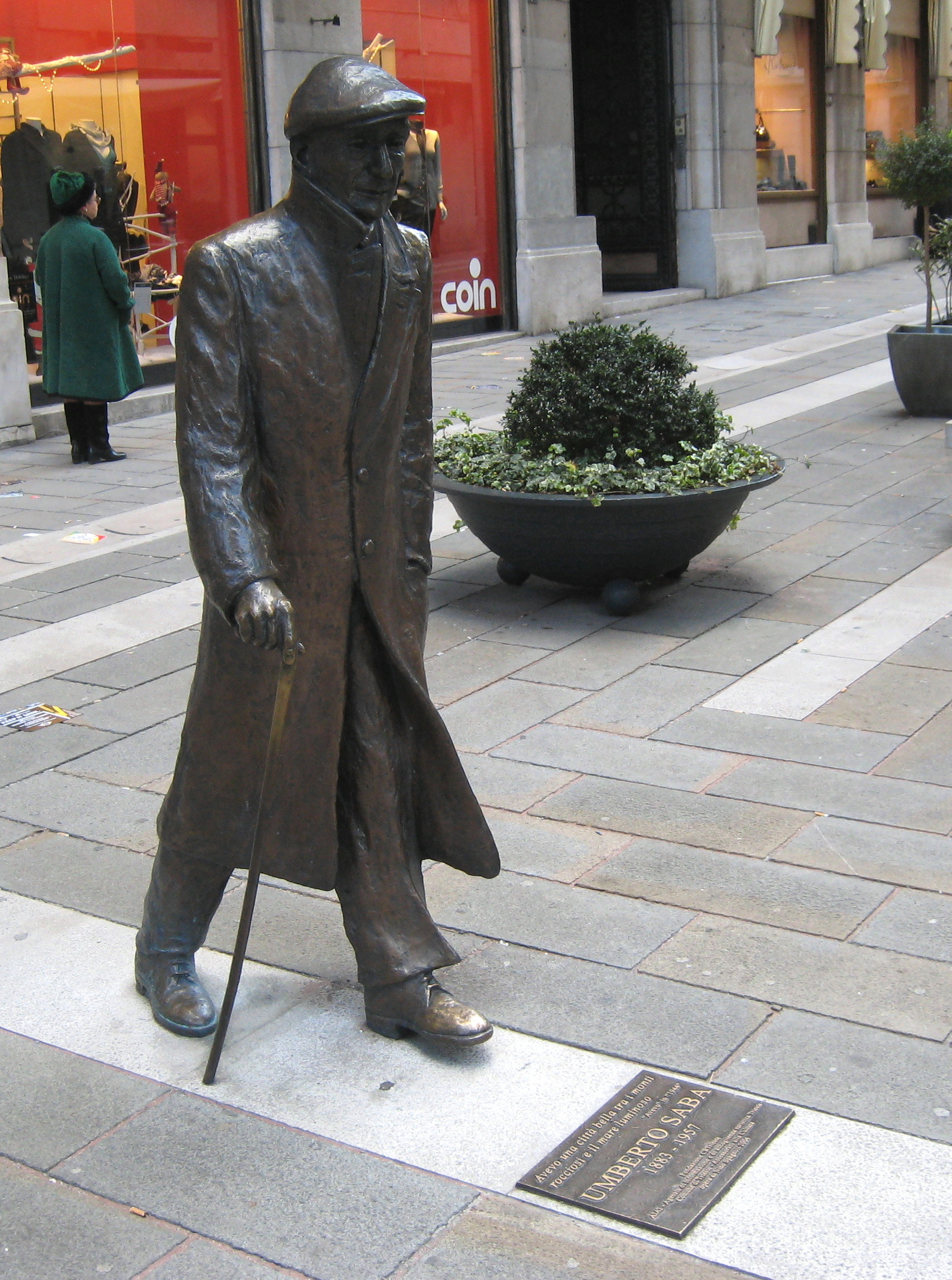
La statua di Umberto Saba a Trieste, in via Dante, a pochi passi dalla Libreria Antiquaria Umberto Saba.

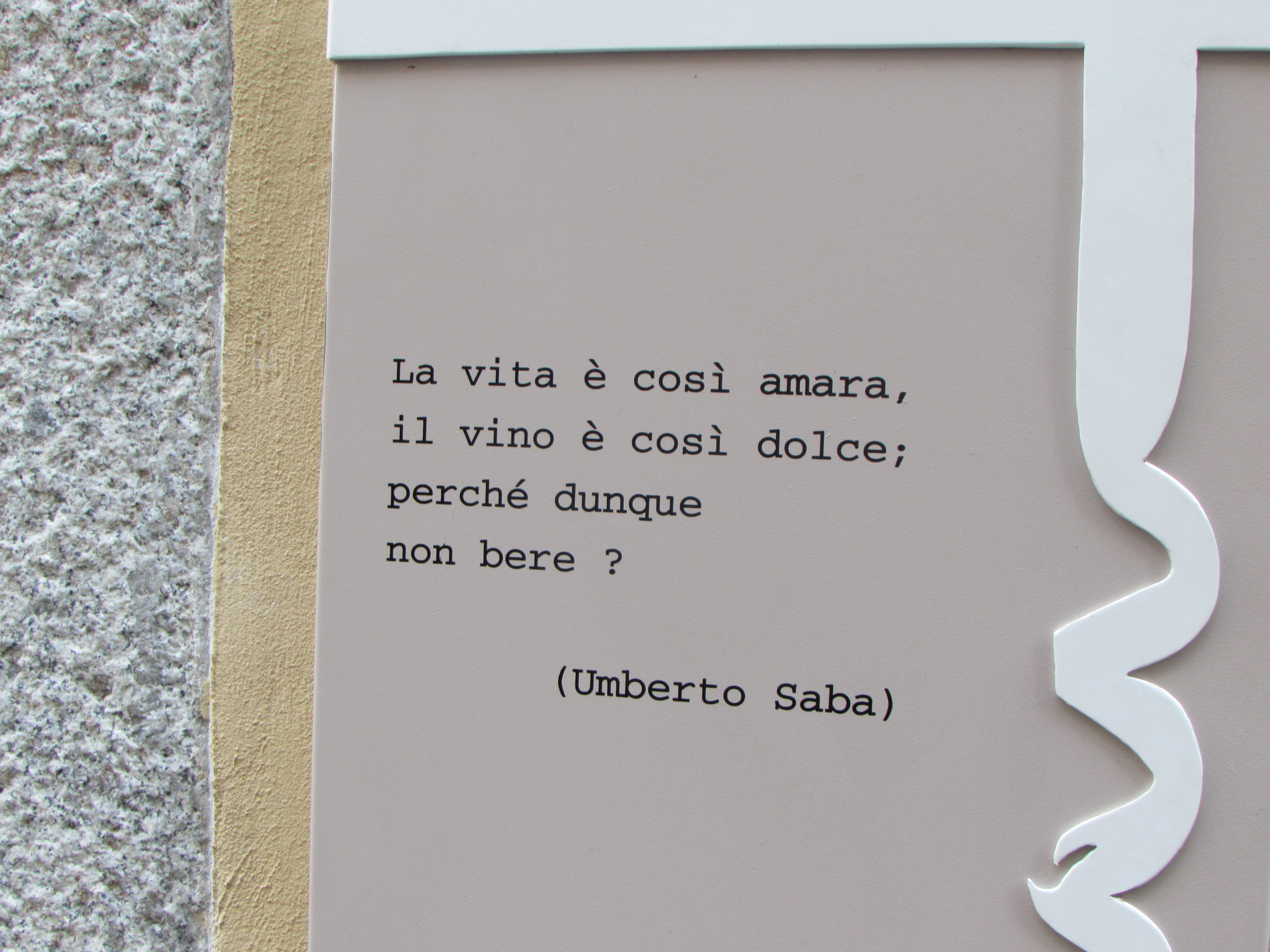
Versi di Umberto Saba su un'insegna di Casale Monferrato

## Opere

### Poesia
- Poesie, Firenze, Casa editrice italiana, 1911;
- Coi miei occhi (il mio secondo libro di versi), Firenze, Libreria della Voce, 1912;
- A Gesu' bambino,Trieste, 1912;
- La serena disperazione, Trieste 1920;
- Cose leggere e vaganti, Trieste, La libreria antica e moderna, 1920;
- Il Canzoniere (1900-1921), Trieste, La libreria antica e moderna, 1921;
- Preludio e canzonette, Torino, Edizioni di Primo tempo, 1922;
- Autobiografia. I Prigioni, in "Primo Tempo", 9-10 ottobre 1923;
- Figure e canti, Milano, Treves, 1926;
- L'Uomo, Trieste, 1926. [Prima stampa tirata in 25 copie, per solo uso degli amici];
- Preludio e fughe, Firenze, Edizioni di Solaria, 1928;
- Tre poesie alla mia balia, Trieste, 1929;
- Ammonizione ed altre poesie. 1900-1910, Trieste, 1932;
- Tre composizioni, Milano-Roma, Treves-Treccani-Tumminelli, 1933;
- Parole, Lanciano, Carabba, 1934;
- Ultime cose 1900-1945, Lugano, Collana di Lugano, 1944;
- Il canzoniere (1900-1945), Torino, Einaudi, 1945;
- Mediterranee, Milano, A. Mondadori, 1946. (comprendente la poesia Ulisse);
- Il canzoniere (1900-1947), Torino, Einaudi, 1948;
- Tutte le opere

I, Poesie dell'adolescenza e giovanili. 1900-1910, Milano, A. Mondadori, 1949.
II, Trieste e una donna. 1910-1912, Milano, A. Mondadori, 1950.
III, La serena disperazione. 1913-1915, Milano, A. Mondadori, 1951.
IV, Cose leggere e vaganti. 1920. L'amorosa spina. 1920, Milano, A. Mondadori, 1952.
V, Preludio e canzonette. 1922-1923, Milano, A. Mondadori, 1955.
VI, Autobiografia; I prigioni; Fanciulle; Cuor morituro; L'uomo. 1924-1930, Milano, A. Mondadori, 1959.
XIII, Mediterranee, Milano, A. Mondadori, 1957.
XIV, Uccelli e Quasi un racconto. (1948-1951), Milano, A. Mondadori, 1951.
XV, Ricordi, racconti. 1910-1947, Milano, A. Mondadori, 1956.
- Uccelli, Trieste, Edizioni dello Zibaldone, 1950.
- Epigrafe; Ultime prose, a cura di Giacomo Debenedetti, Milano, Il Saggiatore, 1959.
- Il canzoniere (1900-1954), Torino, Einaudi, 1961.
- Il piccolo Berto. 1929-1931, Milano, A. Mondadori, 1961.
- Il canzoniere del 1921, edizione critica a cura di Giordano Castellani, Fondazione Arnoldo e Alberto Mondadori, Milano, 1981
- Tutte le poesie, a cura di Arrigo Stara, introduzione di Mario Lavagetto, Milano, A. Mondadori, 1988. ISBN 88-04-30106-6.
- Il Canzoniere (1945) - Oltre il Canzoniere (1946-1957), edizione critica a cura di Giuseppe Emiliano Bonura, Libreriauniversitaria.it, Padova, 2019

### Narrativa e prose varie
- Scorciatoie e raccontini, Milano, A. Mondadori, 1946; 1963.
- Storia e cronistoria del Canzoniere, Milano, A. Mondadori, 1948; 1963; 2023 (collana Lo Specchio Mondadori)
- Ricordi, racconti. 1910-1947, Milano, A. Mondadori, 1956.
- Epigrafe; Ultime prose, Milano, Il Saggiatore, 1959.
- Quello che resta da fare ai poeti, Trieste, Edizioni dello Zibaldone, 1959.
- Ernesto, Torino, Einaudi, 1975. (da questo romanzo il film omonimo di Salvatore Samperi).

### Epistolari
- Il vecchio e il giovane. Carteggio 1930-1957, con Pier Antonio Quarantotti Gambini, a cura di Linuccia Saba, Mondadori, Milano, A. Mondadori, 1965.
- Lettere ad una amica. Settantacinque lettere a Nora Baldi, Torino, Einaudi, 1966.
- Saba, Svevo, Comisso. (Lettere inedite), con Italo Svevo e Giovanni Comisso, a cura di Mario Sutor, presentazione di Giorgio Pullini, Padova, Gruppo di lettere moderne, 1968.
- L'adolescenza del Canzoniere e undici lettere, introduzione di Sergio Miniussi, note di Folco Portinari, Torino, Fogola, 1975.
- Amicizia. Storia di un vecchio poeta e di un giovane canarino. (Quasi un racconto) 1951, a cura di Carlo Levi, Milano, A. Mondadori, 1976. (comprende lettere, fac-simili di autografi e dattiloscritti)
- Lettere a un amico vescovo, a cura di Rienzo Colla, con nota introduttiva di Giovanni Fallani, Vicenza, La locusta, 1980.
- La spada d'amore. Lettere scelte 1902-1957, a cura di Aldo Marcovecchio, presentazione di Giovanni Giudici, Milano, A. Mondadori, 1983.
- Atroce paese che amo. lettere famigliari, 1945-1953, a cura di Gianfranca Lavezzi e Rossana Saccani, Milano, Bompiani, 1987.
- Lettere sulla psicoanalisi. Carteggio con Joachim Flescher 1946-1949, con gli scritti di Saba sulla psicoanalisi, le lettere di Saba a Edoardo Weiss, due lettere di Weiss a Linuccia Saba, a cura di Arrigo Stara, Milano, SE, 1991. ISBN 88-7710-208-X.
- Lettere a Sandro Penna, 1929-1940, a cura di Roberto Deidier, Milano, Archinto, 1997. ISBN 88-7768-210-8.
- Quante rose a nascondere un abisso. Carteggio con la moglie (1905-1956), Album fotografico, a cura di Raffaella Acetoso, San Cesario di Lecce, Manni, 2004. ISBN 88-8176-562-4.
- Quanto hai lavorato per me, caro Fortuna! Lettere e amicizia fra Umberto Saba e Aldo Fortuna (1912-1944), a cura di Riccardo Cepach, Trieste, MGS press-Comune, Assessorato alla cultura, Servizio bibliotecario urbano, 2007. ISBN 978-88-89219-36-2.
- Il cerchio imperfetto. Lettere 1946-1954, con Vittorio Sereni, a cura di Cecilia Gibellini, Milano, Archinto, 2010. ISBN 978-88-7768-548-3.